# Caniçal
Caniçal es una freguesia portuguesa del concelho de Machico. Es un pequeño puerto de pescadores ubicado en el distrito de Machico.

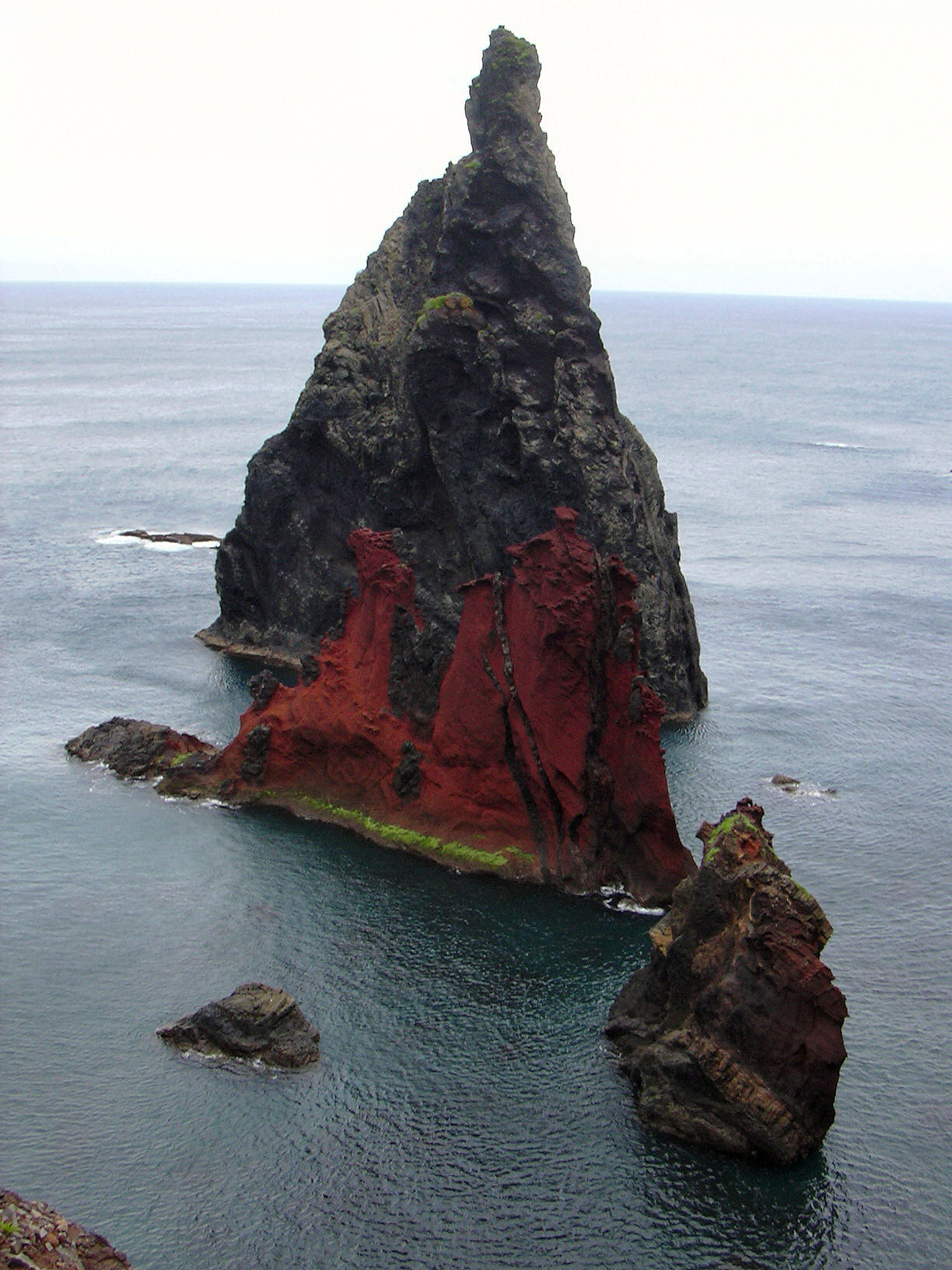
São Lourenço.

Posee una hermosa playa que atrae el turismo. Las Puntas de Garaju y Oliveira se han convertido en zonas residenciales, con hoteles y apartamentos. En la Punta de Garaju se puede ver la Estatua del Cristo Rey, erigida por una familia de Madeira.
En el mes de septiembre se realiza la llamada procesión de Nossa Senhora da Piedade (Nuestra Señora de la Piedad), en la cual se lleva la imagen a bordo de un barco, a través de la bahía. 
Sus habitantes viven tradicionalmente de la pesca y del cultivo del plátano y la caña de azúcar.